# Drahelčice

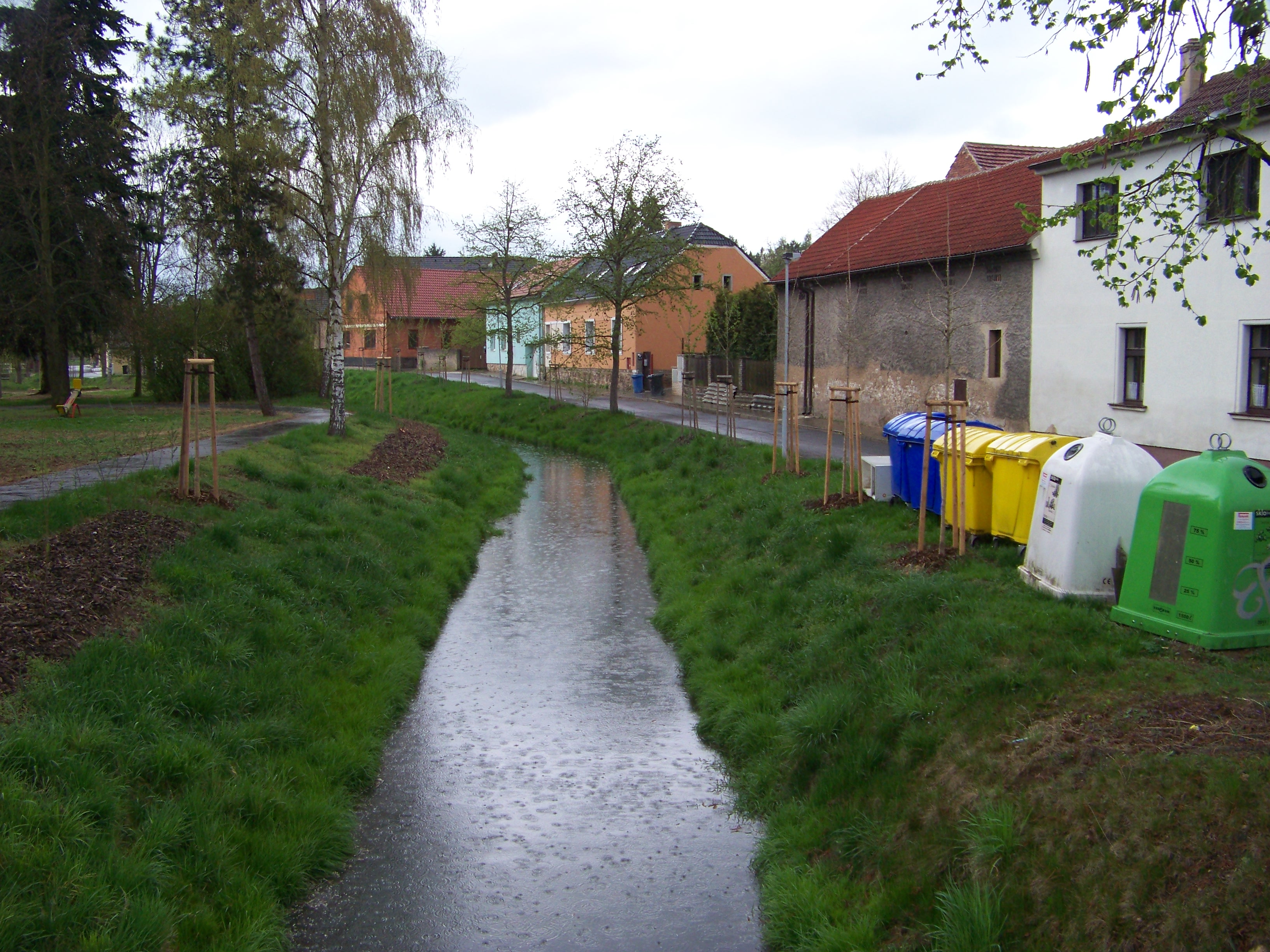
Blick von der Brücke über den Radotínský potok auf die Malá Strana

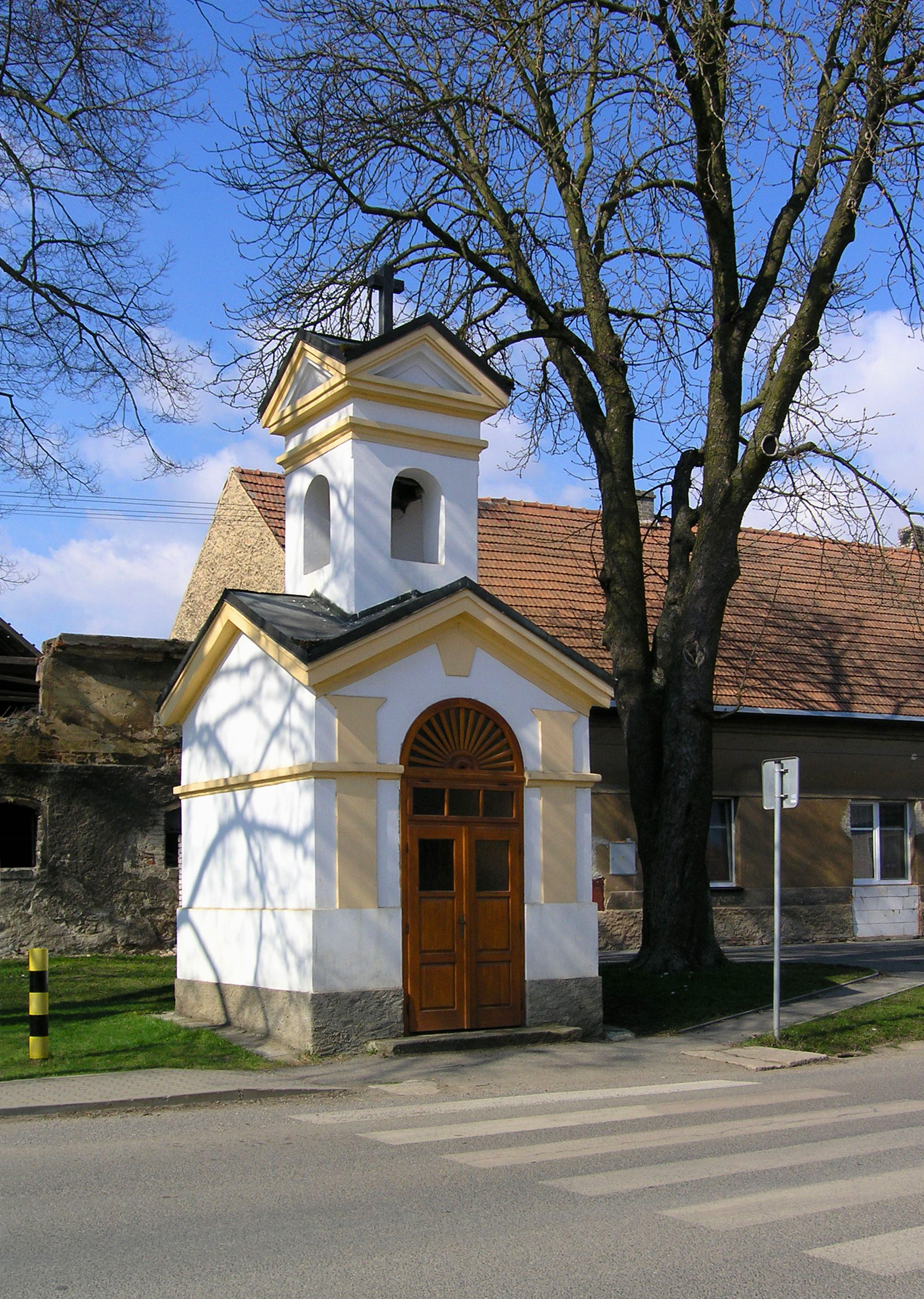
Kapelle des hl. Johannes von Nepomuk

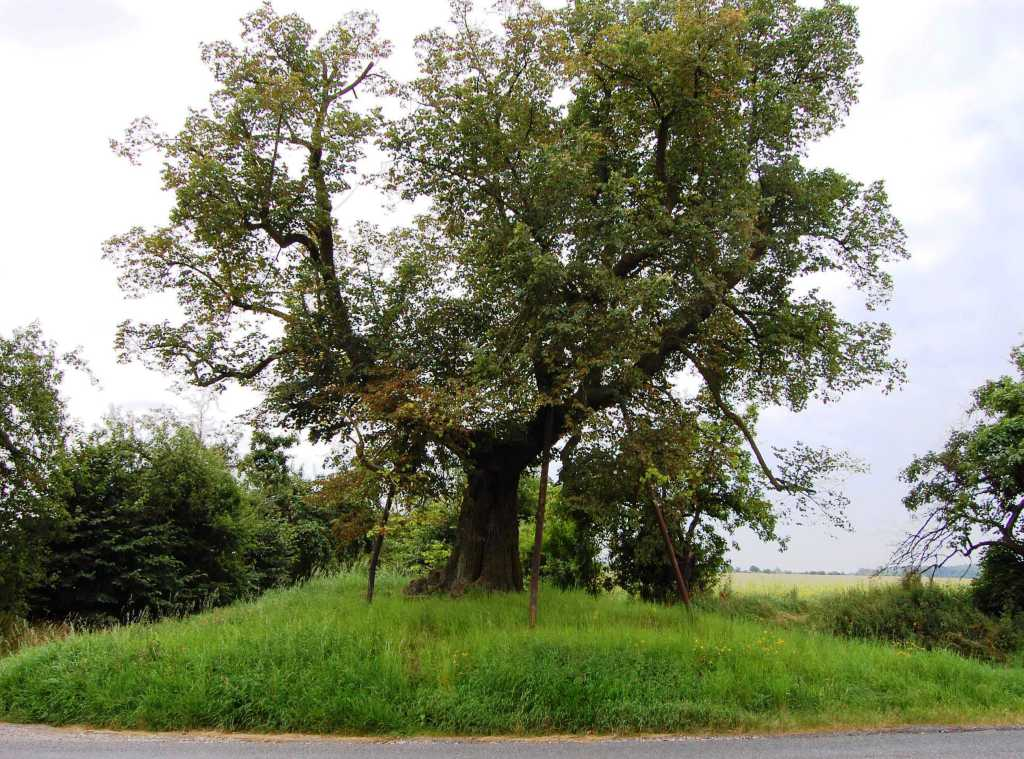
Grabhügel V Bítini mit Linde

Drahelčice (deutsch Draheltschitz, auch Drahelschitz) ist eine Gemeinde in Tschechien. Sie liegt unmittelbar westlich von Rudná und gehört zum Okres Praha-západ.

## Geographie
Drahelčice befindet sich auf der Třebotovská plošina (Trebotauer Hochfläche) und wird vom Bach Radotínský potok durchflossen. Im Nordosten erhebt sich die Růžová (410 m n.m.), südlich der Krahulov (389 m n.m.), im Südwesten die Blýskava (427 m n.m.), westlich der Modrý vrch (418 m n.m.) sowie im Nordwesten der Litovský vrch (407 m n.m.) und der Kbel (405 m n.m.). Gegen Westen und Südwesten erstreckt sich der Naturpark Povodí Kačáku. Durch den Ort führt die Staatsstraße II/101 zwischen Rudná und Unhošť. Östlich und südlich des Dorfes verläuft die Autobahn D 5 / Europastraße 50, die Abfahrt 5 Rudná liegt einen knappen Kilometer südlich von Drahelčice. Östlich des Dorfes befindet sich unmittelbar hinter Gemeindegrenze zu Rudná eine Autobahnraststätte mit Tankstelle, Schnellrestaurant und dem Hotel Atol.
Nachbarorte sind Hájek im Norden, Chýně, Sobín, Na Vyhlidce, Chrášťany und V Lukách im Nordosten, Dušníky im Osten, Hořelice im Südosten, Krahulov und V Hlubokém im Süden, Blýskavka, Višňovka und Nenačovice im Südwesten, Kalousův Mlýn und Chrbiny im Westen sowie Úhonice im Nordwesten.

## Geschichte
Archäologische Funde belegen die Besiedlung des Gemeindegebietes seit der späten Bronzezeit (1300–1000 v. Chr.).
Die erste schriftliche Erwähnung des Ortes erfolgte im Jahre 1115, als Herzog Vladislav I. den Hof Zbraslav einschließlich fünf Untertanen in Drahelčice dem von ihm gegründeten Kloster Kladruby übereignete. Die Besitzer von Drahelčice wechselten vielfach. König Karl I. stiftete die Dörfer Poczrnicz (Horní Počernice), Drahelczicz, Vneboz (Uněbuzy), Nenaczowicz und Holonohy am 30. Juli 1366 der von ihm gegründeten Karls-Universität. Zu Beginn des 15. Jahrhunderts erwarb der Karlsteiner Burggraf Wilhelm Dubský von Třebomyslice das Gut Drahelčice, im Jahre 1406 schenkte er die Güter Hořelice und Drahelčice der Hofkammer. Anschließend gehörte Drahelčice wieder zu den Besitzungen der Universität. Im Jahre 1727 kaufte Karl Joachim von Bredau das Gut Drahelčice von der Karls-Universität und vereinigte es mit anderen Gütern zur Herrschaft Tachlowitz. Seine Erben verkauften die Herrschaft 1732 an Anna Maria Franziska von Sachsen-Lauenburg. 1741 erbte deren Tochter Maria Anna Carolina den Besitz; 1751 folgte ihr Sohn Herzog Clemens Franz und nach dessen Tode im Jahre 1770 Kurfürst Maximilian III. Joseph von Bayern. Da der Kurfürst kinderlos blieb, erbte 1777 Herzog Karl August von Zweibrücken die Herrschaft. Dieser verkaufte sie 1784 an Christian August zu Waldeck, Pyrmont und Rappoldstein als nicht landtäflischen Naturalbesitz, der ihm 1790 vertragsgemäß wieder zufiel. 1795 erbte sein Bruder Maximilian Joseph die Herrschaft. Er trat sie 1805 im Zuge seiner Krönung zum ersten König des Königreichs Bayern zusammen mit allen anderen Zweibrückschen Herrschaften in Böhmen (Herrschaften Politz, Reichstadt, Ploschkowitz, Buschtiehrad, Schlackenwerth, Kronporitschen, Katzow und Swoleniowes mit den Lehnhöfen Stareschowsky und Zichowsky) per Staatsvertrag an Erzherzog Ferdinand ab. 1824 erbte dessen Sohn Großherzog Leopold II. von Toskana den Besitz.
Im Jahre 1844 bestand das im Rakonitzer Kreis gelegene Dorf Draheltschitz bzw. Drahelčice aus 35 Häusern mit 309 Einwohnern, darunter einer jüdischen Familie. Im Ort gab es einen obrigkeitlichen Meierhof mit Schäferei sowie ein Wirtshaus. Pfarrort war Hořelitz. Bis zur Mitte des 19. Jahrhunderts blieb Draheltschitz der Herrschaft Tachlowitz untertänig. Amtssitz war Groß-Jentsch.
Nach der Aufhebung der Patrimonialherrschaften bildete Drahelčice / Draheltschitz ab 1850 einen Ortsteil der Gemeinde Hořelice im Gerichtsbezirk Unhošť. 1857 ließ die Prager Eisenindustrie-Gesellschaft zwischen den Eisenerzbergwerken bei Nučice und ihrem Eisenwerk in Kladno die Kladno-Nučicer Montanbahn errichten; sie führte westlich an Drahelčice vorbei. 1868 wurde das Dorf dem Bezirk Smichow zugeordnet, ab 1893 gehörte es zum neu gebildeten Bezirk Kladno. Zum Ende des 19. Jahrhunderts löste sich Drahelčice von Hořelice los und bildete eine eigene Gemeinde. 1949 wurde die Gemeinde Drahelčice dem Okres Praha-západ zugeordnet. Bei der Gebietsreform von 1960 wurde Drahelčice Teil des Okres Beroun. Ende 1968 erfolgte die Stilllegung des Streckenabschnittes der Montanbahn zwischen dem Abzweig Max und Hořelice, wenig später wurden die Gleisanlagen rückgebaut. Am 1. Juli 1974 wurde die Gemeinde wieder vom Okres Beroun in den Okres Praha-západ umgegliedert.

## Gemeindegliederung
Für die Gemeinde Drahelčice sind keine Ortsteile ausgewiesen. Die Ortslage linksseitig des Radotínský potok gelegene Ortslage wird Malá Strana genannt. Zu Drahelčice gehören außerdem die Siedlungen Višňovka und (anteilig) Blýskavka.

## Sehenswürdigkeiten
- Kapelle des hl. Johannes von Nepomuk am Dorfplatz
- Gedenkstein für die Gefallenen beider Weltkriege, es wurde 2006 saniert
- Grabhügel V Bítini, er wurde im 17. Jahrhundert entweder als Grabstätte für Gefallene des Dreißigjährigen Krieges oder die die Toten der Pestepidemie von 1680 angelegt. Auf dem Hügel wächst eine denkmalgeschützte alte Linde.

## Söhne und Töchter der Gemeinde
- František Max Kníže (1784–1840), böhmischer Musiker und Komponist